# Кафатос, Фотис
Фотис Кафатос (греч. Φώτης Καφάτος, 16 апреля 1940, Ираклион, Крит — 18 ноября 2017, там же) — греческий биолог, пионер в области молекулярного клонирования и геномики. Также осуществил значительный вклад в изучение малярии. В период 2008—2010 годов — первый президент Европейского исследовательского совета, с 2010 года — почётный директор Совета. Брат Фотиса Кафатоса, Минас Кафатос, — также учёный, физик, популяризатор науки.

## Биографические сведения
Фотис Кафатос родился и вырос в Ираклионе. Учился в школе Кораиса. Отец прививал сыновьям Костасу и Миносу любовь к археологии, и еженедельно посещал с ними Археологический музей Ираклиона. Поэтому Костас изначально мечтал стать археологом, однако уже в 14 лет решил, что будет изучать биологию. Среди друзей отца, с которыми общались мальчики, были Никос Казандзакис и его жена Галатея Казандзакис.
Едва окончив школу, получил стипендию для получения образования в США. Получил степень бакалавра в Корнеллском университете. В 1965 году получил степень доктора философии в Гарвардском университете в возрасте 25 лет, став самым молодым доктором Гарварда. Работал в должности доцента, а затем профессора и заведующего кафедрой клеточной и эволюционной биологии Гарвардского университета. Стал профессором биологии в Афинском университете и в университете Крита, директором Института молекулярной биологии и биотехнологии в Ираклионе и в период с 1993 по 2005 год — директором Европейской молекулярно-биологической лаборатории. С 2005 года — профессор в Имперском колледже в Лондоне. С 2008 года по 1 марта 2010 года был первым президентом Европейского исследовательского совета. C 2010 года остался почётным президентом Совета.
Почётный профессор Гейдельбергского университета, член Национальной академии наук США (1982), Папской академии наук (2003), Европейской организации молекулярной биологии, иностранный член Лондонского королевского общества (2003), Французской академии наук (2002). В 2008 году в знак признания его вклада в развитие медико-биологических исследований в Европе удостоен 25-го юбилейного специального приза от Фонда Луи-Жан.
Умер 18 ноября 2017 года в Ираклионе после продолжительной болезни.